# Liste der denkmalgeschützten Objekte in Hallein-Adnet II
Die Liste der denkmalgeschützten Objekte in Hallein-Adnet II enthält die denkmalgeschützten, unbeweglichen Objekte der Katastralgemeinde Adnet II der Stadt Hallein im salzburgischen Bezirk Hallein.

## Denkmäler
| Foto |                 | Denkmal                                          | Standort                                   | Beschreibung | Metadaten |
| ---- | --------------- | ------------------------------------------------ | ------------------------------------------ | --- | --- |
| ja   | Datei hochladen | Schloss Altdorf HERIS-ID: 46706 Objekt-ID: 48839 | Altendorffstraße 2 Standort KG: Adnet II   | Ehemaliger Ansitz der Herren von Alben, später im Besitz des Bistums Chiemsee und der Jesuiten. Dann Bauerngut Schlossbauer bzw. Gasthof, heute Restaurant.                                                        | BDA-Hist.: Q15844428 Status: Bescheid Stand der BDA-Liste: 2025-06-30 Name: Schloss GstNr.: 647/1, 647/2 Schloss Altdorf, Hallein |
| ja   | Datei hochladen | Bildstock HERIS-ID: 14489 Objekt-ID: 10726       | Wiestal-Landesstraße Standort KG: Adnet II | Der barocke Bildstock aus Adneter Marmor ist mit 1757 bezeichnet, trägt über der Säule eine volutengeschmückte Bildnische. Er steht unterhalb des Schlossbauerguts an der Wiestal-Landesstraße bei km 1,25 rechts. | BDA-Hist.: Q37759684 Status: Bescheid Stand der BDA-Liste: 2025-06-30 Name: Bildstock GstNr.: 575/1                               |